# Anisodes maroniensis
Anisodes maroniensis là một loài bướm đêm trong họ Geometridae.